# Aaron Beck
Aaron Temkin Beck (Providence, 18 luglio 1921 – Filadelfia, 1º novembre 2021) è stato uno psichiatra e psicoterapeuta statunitense.

## Biografia
Nato da genitori russi di origine ebraica, è considerato il fondatore degli approcci classici in psicoterapia cognitiva. Dopo esperienze formative e professionali nell'ambito neuropsicologico ed una breve esperienza psicoanalitica, alla fine degli anni cinquanta iniziò a sviluppare un approccio psicoterapeutico basato sull'assunto "there's more to the surface than meets the eye" ("ci sono più cose in superficie di ciò che incontra l'occhio") inverso a quello sviluppato dalla psicoanalisi. 
Invece che focalizzarsi sugli aspetti inconsci, Beck ipotizzò come potenzialmente utile il coinvolgimento nell'analisi clinica anche degli aspetti consci e razionali dell'individuo, e sviluppò alcune tecniche specifiche per operarvi funzionalmente.
Inizialmente sperimentato con buon successo in casistiche di depressione e tentati suicidi, il suo approccio si strutturò progressivamente tra gli anni sessanta e settanta, saldandosi in seguito con alcuni aspetti della REBT di Albert Ellis. Negli anni novanta l'approccio di Beck è stato esteso al trattamento delle psicosi, con risultati discreti.
Pubblicò due delle scale cliniche più note ed usate al mondo, la Beck Depression Inventory (BDI, giunta nel 1996 alla seconda versione) e la Beck Scale for Suicide Ideation.
È stato "full professor" di Psichiatria presso l'Università della Pennsylvania.

## Opere tradotte in italiano
- La depressione, Torino: Boringhieri, 1978
- Principi di terapia cognitiva. Un approccio nuovo alla cura dei disturbi affettivi, Roma: Astrolabio, 1984
- (con altri), Terapia cognitiva della depressione, Torino: Boringhieri, 1987
- (con Gary Emery e Ruth L. Greenberg), L'ansia e le fobie. Una prospettiva cognitiva, Roma: Astrolabio, 1988; Milano: Fabbri, 2007
- L'amore non basta. Come risolvere i problemi del rapporto di coppia con la terapia cognitiva, Roma: Astrolabio, 1990
- (con altri), Terapia cognitiva dei disturbi di personalità, Milano: Mediserve, 1993
- (con altri), Teoria e terapia cognitive della depressione, Milano: Masson, 2001
- prefazione a Jeffrey E. Young e Janet S. Klosko, Reinventa la tua vita, Milano: Raffaello Cortina, 2004
- (con altri), Schizofrenia. Teoria cognitiva, ricerca e terapia, Roma: Astrolabio, 2011
- presentazione di Judith Beck, La terapia cognitivo-comportamentale, Roma: Astrolabio, 2013